# Militærlæge
En militærlæge er en læge, der er ansat i det militære system m.h.p. varetagelse af forsvarets lægelige opgaver.
 Reservelægeuddannelsen tilbyder en række lægefaglige kurser blandt andet i idrætsmedicin, katastrofemedicin og traumatologi. Uddannelsen kvalificerer lægen til kunne udføre behandling under felt – og krigsforhold. Uddannelsen planlægges, tilrettelægges og gennemføres ved Forsvarets Sundhedstjeneste på Center for Sundhed- og Sanitetsuddannelser i Aarhus. Kurset gennemføres 1 gang om året af 5 måneders varighed. Lægen udnævnes herefter til officer, men har en anden betegnelse end de øvrige officerer. Se tabel nedenfor.
| Grader                            | Grader                                              | Grader |
| Militær rang                      | Læge titel                                          |        |
| --------------------------------- | --------------------------------------------------- | ------ |
| Kontreadmiral / Generalmajor      | Generallæge                                         |        |
| Kommandør / Oberst                | Stabslæge af 1. grad                                |        |
| Kommandørkaptajn / Oberstløjtnant | Stabslæge af 2. grad                                |        |
| Orlogskaptajn / Major             | Overlæge / Overtandlæge                             |        |
| Kaptajnløjtnant / Kaptajn         | Reservelæge af 1. grad / Reservetandlæge af 1. grad |        |
| Premierløjtnant                   | Reservelæge af 2. grad / Reservetandlæge af 2. grad |        |
| Løjtnant                          | Reservelæge af 3. grad / Reservetandlæge af 3. grad |        |

## Eksterne kilder og links
1. ↑  "Forsvarets Uddannelser". Arkiveret fra originalen 13. februar 2010. Hentet 13. marts 2010.

Gradstegn i søværnet

Gradstegn i hæren

Gradstegn i flyvevåbnet